# Survivor Series (2010)
L’édition 2010 des Survivor Series est la 24e édition des Survivor Series, manifestation annuelle de catch télédiffusée et visible uniquement en paiement à la séance. L'événement, produit par la World Wrestling Entertainment (WWE), s'est déroulé le 21 novembre 2010 dans l'American Airlines Arena de la ville de Miami, aux États-Unis. Il y avait huit matches lors de cet évènement.
En début d'année, les Survivor Series avaient été supprimés au profit d'un nouveau pay-per-view mais la WWE l'a finalement remis sur le calendrier plus tard dans l'année.
C'est le dernier Survivor Series à être promu sous la World Wrestling Entertainment. Vingt ans plus tôt, The Undertaker faisait ses débuts à la WWE (alors WWF).

## Contexte
Les spectacles de la World Wrestling Entertainment en paiement à la séance sont constitués de matchs aux résultats prédéterminés par les scénaristes de la WWE. Ces rencontres sont justifiées par des storylines - une rivalité avec un catcheur, la plupart du temps - ou par des qualifications survenues dans les émissions de la WWE telles que Raw, SmackDown et Superstars. Tous les catcheurs possèdent un gimmick, c'est-à-dire qu'ils incarnent un personnage gentil ou méchant, qui évolue au fil des rencontres.

### Randy Orton contre Wade Barrett
À Bragging Rights, Wade Barrett (avec John Cena en tant que manager) affronte Randy Orton pour le Championnat de la WWE quand Cena porte à Barrett un Attitude Adjustment, le faisant gagner par disqualification (Orton conservant donc son titre). Après que le lendemain Barrett a obligé Cena (membre malgré lui de son équipe, The Nexus) à perdre le Championnat par équipe de la WWE qu'il possédait avec David Otunga, il le choisit pour affronter Orton dans la soirée afin que, en cas de victoire, Barrett puisse désigner l'arbitre spécial du match revanche pour le titre lors des Survivor Series (en cas de défaite de Cena, Orton aurait lui-même choisi l'arbitre). Cena ayant gagné par disqualification (Barrett l'ayant attaqué dans ce but), c'est lui que Barrett choisit pour devenir l'arbitre spécial. Il annonce par la suite une stipulation spéciale : si Barrett remporte le titre, Cena est libéré de The Nexus, et si Orton conserve le titre, Cena est renvoyé de la WWE. Il est plus tard précisé qu'il s'agirait d'un match sans disqualifications, ni décompte à l'extérieur et les autres membres de la Nexus sont interdits des abords du ring, la victoire pouvant uniquement se remporter par tombé ou soumission.

### Kane contre Edge
Après une défense réussie du Championnat du Monde poids-lourds lors de Bragging Rights (contre The Undertaker dans un Buried Alive match), un Triple Threat match pour désigner le challenger est organisé entre les trois catcheurs qui sont les derniers membres de l'équipe de SmackDown à Bragging Rights : Rey Mysterio, Edge (les deux seuls à ne pas avoir été éliminés) et Alberto Del Rio (le dernier éliminé). À la suite de sa victoire par tombé sur del Rio, Edge devient le nouveau prétendant au titre et obtient un match de championnat lors de Survivor Series.

### Team Lay-Cool contre Natalya
Michelle McCool, Championne des Divas qui partage son titre de manière officieuse avec Layla (annoncée comme co-championne et apte à défendre le titre), a défendu avec succès son titre à deux reprises contre Natalya : d'abord lors de Hell in a Cell en perdant par disqualification, et ensuite lors de Bragging Rights grâce à Layla qui battit Natalya. Lors du Raw du 1er novembre, Natalya bat McCool pour remporter une nouvelle chance pour le titre lors des Survivor Series, avec une nouvelle fois la stipulation spéciale qu'elle affronterait ou Michelle McCool, ou Layla (celle qui défendrait le titre étant comme à l'habitude dévoilée lors du pay-per-view). Cependant, la semaine suivant cette victoire, Lay-Cool annonce qu'elles affronteront ensemble Natalya dans un match handicap pour défendre le titre.

### Justin Gabriel et Heath Slater contre Santino Marella et Vladimir Kozlov
Lors de RAW du 15 novembre, Santino Marella et Vladimir Kozlov défont Jey Uso et Jimmy Uso pour devenir challengers n°1 aux WWE Tag Team Championship.

### Sheamus contre John Morrison
Après plusieurs semaines durant lesquelles Johnny Morrison attaque Sheamus à de multiples reprises lors de la rivalité entre ce dernier et Santino Marella à Raw, tous deux décident de s'affronter directement lors d'un match simple aux Survivor Series.

### Dolph Ziggler contre Kaval
Lors du SmackDown du 19 novembre, Kaval bat le champion intercontinental Dolph Ziggler (sa première victoire à SmackDown). Kaval se sert ensuite de son « bonus » de gagnant de la saison 2 de NXT (un match de championnat pour le titre de son choix à un Pay-Per view) pour affronter Dolph Ziggler à Survivor Series.

### Team Mysterio vs Team Del Rio
La rivalité entre Rey Mysterio et Alberto Del Rio continue depuis leur défaite contre Edge dans un triple threat match pour savoir qui affrontera Kane pour le titre du champion du monde poids lourds au Survivor Series. La WWE annonce qu'au Survivor Series, une équipe avec comme capitaine Rey Mysterio affrontera une équipe avec comme capitaine Alberto Del Rio dans le match traditionnel par élimination à 5 contre 5. L'équipe face est composée de Rey Mysterio le capitaine, Big Show, Chris Masters, MVP et Kofi Kingston et l'équipe heel est composée d'Alberto Del Rio le capitaine, Drew McIntyre, Dashing Cody Rhodes, Tyler Reks et Jack Swagger.

## Matchs
| #                                                                | Match | Stipulation | Durée |
| ---------------------------------------------------------------- | --- | --- | ----- |
| 1                                                                | Daniel Bryan (c) défait Ted DiBiase. | Match simple pour le Championnat des États-Unis. | 9:58  |
| 2                                                                | Johnny Morrison défait Sheamus. | Match simple. | 11:11 |
| 3                                                                | Dolph Ziggler (c) défait Kaval. | Match simple pour le Championnat intercontinental. | 9:32  |
| 4                                                                | Équipe Mysterio (Rey Mysterio, Kofi Kingston, Chris Masters, Big Show et M.V.P.) défait Équipe Del Rio (Alberto Del Rio, Tyler Reks, Drew McIntyre, Jack Swagger et Cody Rhodes). | Match par équipe traditionnel des Survivor Series en élimination. | 18:12 |
| 5                                                                | Natalya défait Équipe Lay-Cool (Layla et Michelle McCool) (c). | Match handicap à deux contre une pour le Championnat des Divas. | 3:38  |
| 6                                                                | Kane (c) contre Edge : match nul par double tombé. | Match simple pour le Championnat du Monde poids-lourds. | 12:50 |
| 7                                                                | The Nexus (Justin Gabriel et Heath Slater) (c) défont Santino Marella et Vladimir Kozlov.                                                                                         | Tag Team Match pour le Championnat de la WWE par équipe. | 5:11  |
| 8                                                                | Randy Orton (c) défait Wade Barrett. | Match simple par tombé ou soumission uniquement (avec John Cena en arbitre spécial) pour le Championnat de la WWE. Si Barrett gagne le titre, Cena est libéré de The Nexus ; mais si Orton conserve le titre, Cena est renvoyé de la WWE. | 15:10 |
| (c) désigne le(s) champion(s) défendant son titre dans le match. | | |       |

| Elimination   | Catcheur                                   | Equipe                                     | Éliminé par                                | Manière                                    | Temps                                      |
| ------------- | ------------------------------------------ | ------------------------------------------ | ------------------------------------------ | ------------------------------------------ | ------------------------------------------ |
| 1             | M.V.P.                                     | Equipe Mysterio                            | Drew McIntyre                              | Aidé par Del Rio                           | 5:36                                       |
| 2             | Chris Masters                              | Equipe Mysterio                            | Alberto Del Rio                            | Cross Ambreaker                            | 6:36                                       |
| 3             | Alberto Del Rio                            | Equipe Del Rio                             | Impossible de continuer                    | Knock-out-Punch du Big Show                | 9:53                                       |
| 4             | Cody Rhodes                                | Equipe Del Rio                             | Big Show                                   | Knock-out-Punch                            | 10:57                                      |
| 5             | Tyler Reks                                 | Equipe Del Rio                             | Kofi Kingston                              | Boy School Pin                             | 15:08                                      |
| 6             | Kofi Kingston                              | Equipe Mysterio                            | Jack Swagger                               | Ankle Lock                                 | 15:55                                      |
| 7             | Jack Swagger                               | Equipe Del Rio                             | Rey Mysterio                               | 619 puis Splash avec l'aide du Big Show    | 17:35                                      |
| 8             | Drew McIntyre                              | Equipe Del Rio                             | Big Show                                   | Chokeslam                                  | 18:12                                      |
| Survivant(s): | Rey Mysterio et Big Show (Equipe Mysterio) | Rey Mysterio et Big Show (Equipe Mysterio) | Rey Mysterio et Big Show (Equipe Mysterio) | Rey Mysterio et Big Show (Equipe Mysterio) | Rey Mysterio et Big Show (Equipe Mysterio) |